# Wizards of the Coast
Wizards of the Coast (muitas vezes referida como WotC ou simplesmente Wizards) é uma publicadora de jogos, baseados primariamente nos temas de fantasia e ficção científica.
Originalmente uma publicadora especializada em RPGs, ela popularizou o gênero de jogo de cartas colecionáveis com Magic: The Gathering no meio da década de 1990 e desde 1997 o jogo de RPG Dungeons & Dragons.

## História
Wizards of the Coast foi fundada por Peter Adkison em 1990 nas proximidades de Seattle, Washington e sua sede hoje em dia é próxima de Renton, no mesmo estado. Na Gen Con em agosto de 1993, a empresa estreou o Magic: The Gathering de Richard Garfield. O sucesso do Magic gerou lucros que tiraram a empresa do porão para seus próprios escritórios.
Em 1997 eles compraram a TSR, uma empresa quebrada, criadora do Dungeons & Dragons. Em setembro de 1999 a gigante dos brinquedos e jogos eletrônicos Hasbro comprou a Wizards of the Coast.
Wizards of the Coast também manteve uma rede de lojas especializada em jogos por muitos anos. Ela anunciou em dezembro de 2003 que ela iria fechar a sua rede de lojas para poder se concentrar no design de jogos. As lojas foram fechadas na primavera (outono no Hemisfério Sul) de 2004.

## Jogos e produtos

### Jogos de tabuleiro e estratégias
- RoboRally
- Filthy Rich
- Star Wars Miniatures
- Dungeons & Dragons Miniatures

### Jogos de cartas colecionáveis
- Magic: The Gathering
- Duel Master Trading Card Game
- Netrunner
- Star Wars: The Trading Card Game
- Guillotine
- MLB Showdown
- Pokémon Trading Card Game

### RPGs & suplementos
- Dungeons & Dragons
- Star Wars RPG
- The Primal Order

Wizards of the Coast redigiu a Open Game License usada pela Open Gaming Foundation e no Sistema d20.

### Séries de romances de fantasia
Wizards of the Coast também publica muitas séries de romances baseadas nos seus outros jogos publicados. Alguns encontram-se fora de linha.
- Dark Sun
- Dragonlance
- Forgotten Realms
- Greyhawk
- Legend of the Five Rings
- Mystara
- Planescape
- Spelljammer